# Philodina eurystephana
Philodina eurystephana är en hjuldjursart som beskrevs av Schulte 1954. Philodina eurystephana ingår i släktet Philodina och familjen Philodinidae. Inga underarter finns listade i Catalogue of Life.